# Lista Bealla
Lista Bealla (ang. Beall’s list) – lista wydawców tzw. wydawnictw drapieżnych otwartego dostępu od 2012 systematycznie publikowana przez amerykańskiego bibliotekarza Jeffreya Bealla na jego blogu Scholarly Open Access.
Lista została przejściowo zamknięta w 2017 roku z uwagi na groźby i pozwy sądowe ze strony poszczególnych wydawców. Jej kontrowersyjna i subiektywna zawartość wywołała dyskusję na temat samej definicji wydawnictwa drapieżnego, która jest płynna i nieprecyzyjna. W roku 2010 lista liczyła 18 wydawców, natomiast w roku 2016 było ich na niej ponad 800. Wpis na listę odbywał się na podstawie pięćdziesięciu przyjętych przez Baella kryteriów.